# Švedlár
Švedlár (in ungherese Svedlér, in tedesco Schwedler) è un comune della Slovacchia facente parte del distretto di Gelnica, nella regione di Košice.